# Ventis
Die Ventis Energietechnik GmbH ist ein ehemaliger Windkraftanlagenhersteller mit Sitz in Braunschweig. Das Unternehmen ging 1996 in Insolvenz.

## Geschichte
Das Unternehmen wurde 1989 in Braunschweig gegründet und stellte ab 1990 etwa 70 Anlagen des Typs Ventis 20-100 (100 kW bei 20-m-Rotor) her. Im Gegensatz zu den heute üblichen Dreiblattrotoren setzte Ventis auf Zweiblattrotoren. Der erste Prototyp der Ventis 20-100 wurde im Frühjahr 1990 in Veltenhof (Braunschweig) errichtet.
Es wurde auch eine 5-kW-Anlage entwickelt, die in größeren Stückzahlen als Inselsysteme  in den Iran exportiert wurden. Ende Juni 1993 errichtete Ventis den damals größten Windpark Afrikas. Hier wurden in Hurghada (Ägypten) zehn Ventis 20-100 installiert.
Der Prototyp V12 (500 kW bei 40 m Rotor) wurde auf Grund des Konkurses der Firma im Jahre 1996 nicht ausgeliefert, konnte aber einige Forschungsergebnisse zur Schallentwicklung am Rotor liefern. Die Technik dieser Anlage bildete die Basis für die erste DeWind-Anlage als Dreiblatt-Version. Eine Zweiblatt-Version der V12 wurde von der Nordwind Energieanlagen aus Neubrandenburg als NW 40/500 weiterentwickelt. Elf Anlagen der NW 40/500 befinden sich in zwei Windparks in Mecklenburg-Vorpommern, drei davon im Windpark Plauerhagen.
Das Unternehmen wurde unter neuem Namen als Ventis energy weitergeführt und ging 1998 erneut Konkurs, ein Schicksal, das auch der nachfolgenden Ventis AG nicht erspart blieb.

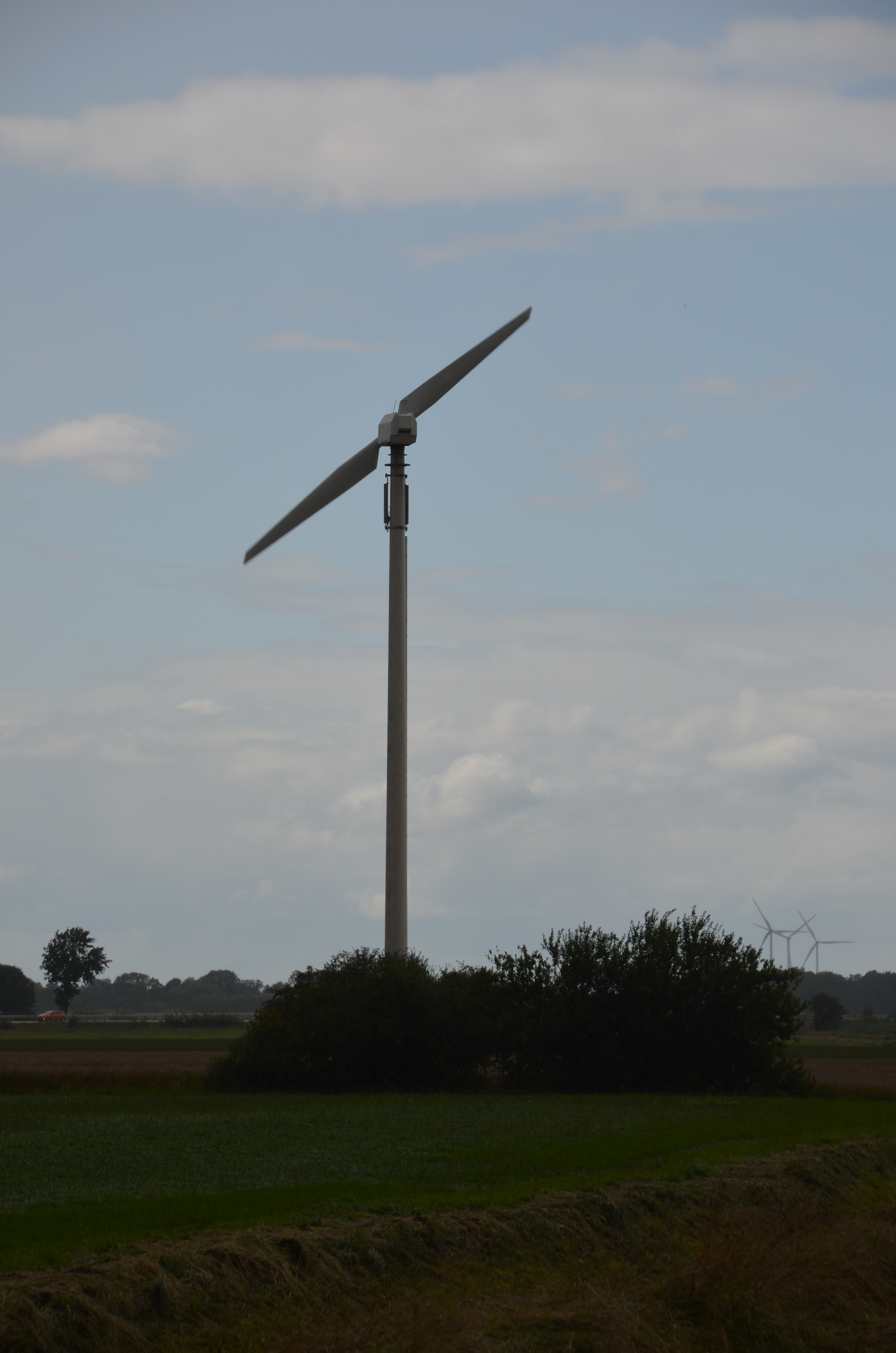
Ventis V20 in Aktion

## Ventis-Anlagen in Deutschland
| Name                                   | Baujahr | Gesamt-leistung (MW) | Anzahl | Typ (WKA)                     | Ort                 | Land-kreis | Bundesland             | Koordinaten                  | Projektierer / Betreiber   | Bemerkungen |
| -------------------------------------- | ------- | -------------------- | ------ | ----------------------------- | ------------------- | ---------- | ---------------------- | ---------------------------- | -------------------------- | --- |
| Windkraftanlage Abbehausergroden       | 1993    | 0,1                  | 1      | Ventis V20-100 (1×)           | Nordenham           | BRA        | Niedersachsen          | 53° 28′ 23″ N, 8° 24′ 10″ O  |                            | abgebaut 2013 |
| Windkraftanlage Ahndeich               | 1991    | 0,1                  | 1      | Ventis V20-100 (1×)           | Nordenham           | BRA        | Niedersachsen          | 53° 29′ 37″ N, 8° 23′ 2″ O   |                            | abgebaut 2013 |
| Windkraftanlage Barnstädt              | 1992    | 0,1                  | 1      | Ventis V20-100 (1×)           | Barnstädt           | SK         | Sachsen-Anhalt         | 51° 19′ 57″ N, 11° 37′ 3″ O  |                            | abgebaut 2009 |
| Windkraftanlage Braunschweig-Veltenhof | 1989    | 0,1                  | 1      | Ventis V20-100 (1×)           | Veltenhof           | BS         | Niedersachsen          | 52° 18′ 35″ N, 10° 29′ 12″ O | Ventis Energietechnik GmbH | Errichtet auf dem Gelände der Ventis Energietechnik GmbH, Prototyp der Ventis 20-100                                           |
| Windkraftanlage Butjadingen            | 1992    | 0,1                  | 1      | Ventis V20-100 (1×)           | Butjadingen         | BRA        | Niedersachsen          | 53° 33′ 13″ N, 8° 17′ 37″ O  |                            | abgebaut 2013 |
| Windkraftanlage Eichholz               | 1992    | 0,1                  | 1      | Ventis V20-100 (1×)           | Eichholz            | WL         | Niedersachsen          | 53° 23′ 31″ N, 10° 20′ 29″ O |                            | |
| Windkraftanlage Geeste                 | 1992    | 0,1                  | 1      | Ventis V20-100 (1×)           | Geeste              | EL         | Niedersachsen          | 52° 36′ 38″ N, 7° 18′ 45″ O  |                            | abgebaut bis auf den Turm 2013                                                                                                 |
| Windkraftanlage Hiddenhausen           | 1993    | 0,1                  | 1      | Ventis V20-100 (1×)           | Hiddenhausen        | HF         | Nordrhein-Westfalen    | 52° 8′ 50″ N, 8° 38′ 51″ O   |                            | abgebaut bis auf den Turm 2013, dient noch als Vogelnest                                                                       |
| Windkraftanlage Kattrepel              | 1991    | 0,1                  | 1      | Ventis V20-100 (1×)           | Brunsbüttel         | HEI        | Schleswig-Holstein     | 53° 54′ 38″ N, 9° 3′ 29″ O   |                            | abgebaut 2013 |
| Windkraftanlage Langenhagen-Godshorn   | 1991    | 0,1                  | 1      | Ventis V20-100 (1×)           | Langenhagen         | H          | Niedersachsen          | 52° 25′ 52″ N, 9° 41′ 59″ O  |                            | errichtet an der A 2, außer Betrieb, derzeit steht nur noch der Turm mit der Gondel                                            |
| Windkraftanlagen Lossa                 | 1993    | 0,2                  | 2      | Ventis V20-100 (2×)           | Lossa               | BLK        | Sachsen-Anhalt         | 51° 12′ 45″ N, 11° 23′ 55″ O |                            | abgebaut 2013 |
| Windkraftanlage Möhnesee-Berlingsen    | 1993    | 0,1                  | 1      | Ventis V20-100 (1×)           | Möhnesee            | SO         | Nordrhein-Westfalen    | 51° 31′ 7″ N, 8° 8′ 20″ O    |                            | bereits abgebaut |
| Windkraftanlage Sankt Michaelisdonn    | 1991    | 0,1                  | 1      | Ventis V20-100 (1×)           | Sankt Michaelisdonn | HEI        | Schleswig-Holstein     | 53° 58′ 37″ N, 9° 6′ 57″ O   |                            | errichtet an der Kläranlage Sankt Michaelisdonn, abgebaut 2013                                                                 |
| Windkraftanlage Sengenbühl             | 1993    | 0,1                  | 1      | Ventis V20-100 (1×)           | Sengenbühl          | CHA        | Bayern                 | 49° 16′ 6″ N, 12° 52′ 19″ O  |                            | abgebaut 2013 |
| Windkraftanlage Sohland am Rotstein    | 1993    | 0,1                  | 1      | Ventis V20-100 (1×)           | Sohland am Rotstein | GR         | Sachsen                | 51° 5′ 45″ N, 14° 47′ 57″ O  |                            | Im Zuge von Repowering 2014 abgebaut                                                                                           |
| Windkraftanlagen Steigra               | 1993    | 0,2                  | 2      | Ventis V20-100 (2×)           | Steigra             | SK         | Sachsen-Anhalt         | 51° 18′ 26″ N, 11° 38′ 15″ O |                            | abgebaut 2013 |
| Windkraftanlage Stralsund              | 1994    | 0,1                  | 1      | Solutions 4 Energy 30K16 (1×) | Stralsund           | VR         | Mecklenburg-Vorpommern | 54° 20′ 20″ N, 13° 4′ 37″ O  | Hochschule Stralsund       | 2023 wurde auf dem Turm der Ventis V20-100 eine Solutions 4 Energy 30K16 errichtet, nachdem die Ventis im Jahr 2021 havarierte |
| Windkraftanlage Uchte                  | 1992    | 0,1                  | 1      | Ventis V20-100 (1×)           | Uchte               | NI         | Niedersachsen          | 52° 30′ 25″ N, 8° 54′ 44″ O  |                            | außer Betrieb |
| Windkraftanlagen Udars                 | 1993    | 0,2                  | 2      | Ventis 20-100 (2×)            | Udars               | VR         | Mecklenburg-Vorpommern | 54° 17′ 48″ N, 13° 15′ 36″ O |                            | Zweiflügler, 2016 abgebaut |
| Windpark Obermöllern                   | 1994    | 0,3                  | 3      | Ventis V20-100 (3×)           | Obermöllern         | BLK        | Sachsen-Anhalt         | 51° 10′ 31″ N, 11° 40′ 33″ O |                            | bereits abgebaut |
| Windpark Trent-Holstenhagen            | 1992    | 0,4                  | 4      | Ventis 20-100 (4×)            | Trent               | VR         | Mecklenburg-Vorpommern | >54° 32′ 17″ N, 13° 14′ 7″ O |                            | abgebaut 2013 |